# Глотални оклузив
Глотални оклузив (енгл. glottal stop) или глотални плозив (енгл. glottal plosive) je сугласник који је присутан у мноштву језика. Изговор овог гласа подразумева опструкцију ваздушне струје у глотису. У Међународној фонетској абецеди, означава се симболом [ʔ].
Услед опструкције ваздушне струје у глотису, гласне жице престају да вибрирају или се број  њихових вибрација смањује и оне постају нерегуларне, што прати и пад у њиховом интензитету.

## Глотални оклузив у енглеском језику

### Замена гласа /t/
У енглеском језику се глотални оклузив јавља као отворени фонемски спој (јунктура) између два самогласника и као алофон фонеме /t/ у процесу глотализације гласа /t/.
Глотални оклузив се највише везује за британски енглески и то за дијалекат Кокни, чија је главна карактеристика управо употреба овог гласа у међувокалној позицији унутар речи.
Иако глотални оклузив не представља фонему енглеског језика и не записује се, јавља се готово у свим дијалектима енглеског као алофон гласа /t/ када се он налази на крају слога.
У америчком енглеском, /t/ углавном није аспировано на крају слога када му претходи самогласник или када му следе ненаглашени самогласник и назал /n/. Ова појава се описује као „задржано /t/”, где језик зауставља ваздушну струју ослањајући се на алвеоларни гребен, али не долази до праска који је типичан за плозиве. У одређеним деловима Сједињених Америчких Држава, као што су државе Средњег Атлантика постоји тенденција међу млађом популацијом да се овакво „задржано /t/” замени у потпуности глоталним оклузивом. Сматра се да је могуће да је ова појава потекла из афроамеричког вернакулара који се говори у Њујорку.

### Уметање пре вокала на почетку речи
Већина говорника енглеског језика у данашње време користе глотални оклузив пре самогласника којим почиње нова реч, потово како би нагласили реч или фразу коју изговарају. На овај начин говорник „напада” самогласник глоталним оклузивом (енгл. hard attack). У стандардном британском изговору, глотални напад на самогласник се користи како би се одређена реч нагласила. Међутим, у данашње време, он се користи и за раздвајање две речи, поготово ако се прва реч завршава глоталним оклузивом.